# Dieselpunk

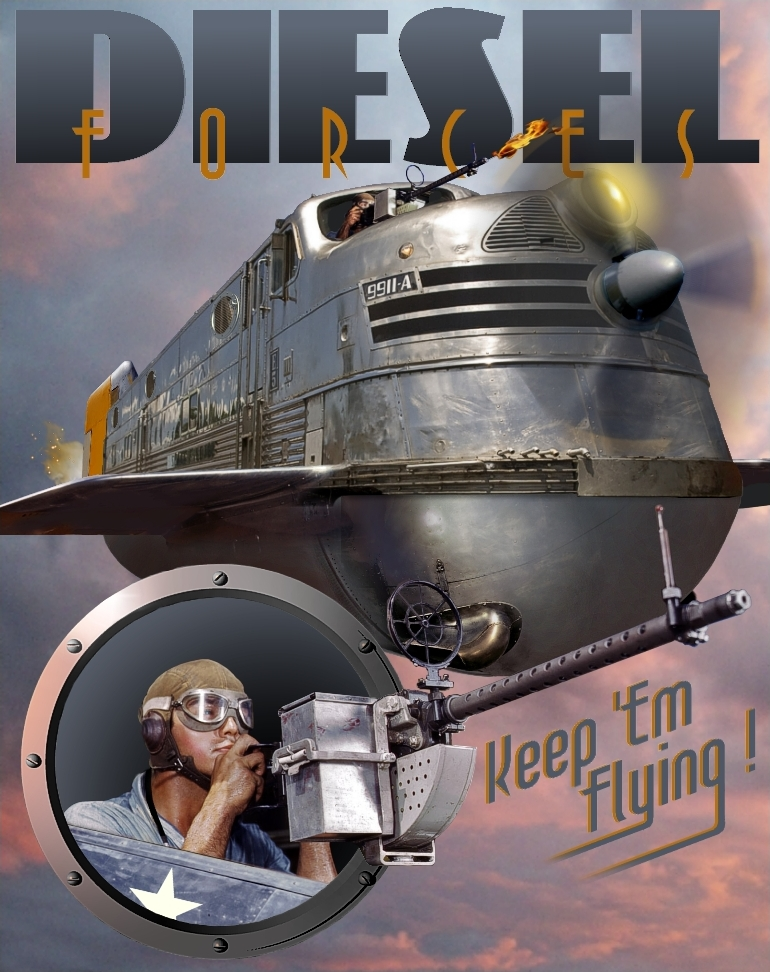
Ejemplo de arte dieselpunk. Creación del artista Stefan Prohaczka.

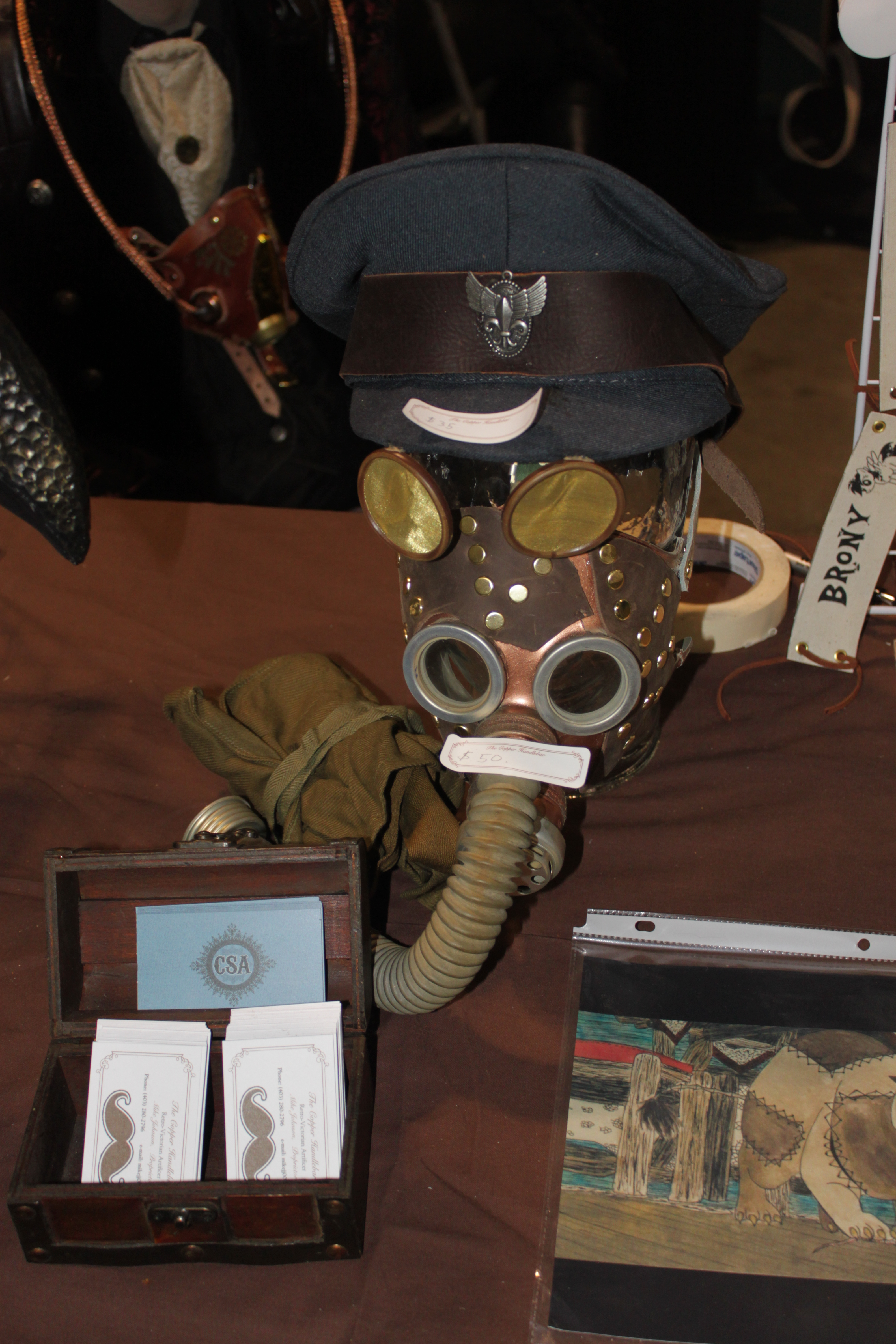
Máscara de gas Dieselpunk.

Dieselpunk es una subcultura retrofuturista similar al steampunk que combina la estética de la tecnología basada en el motor diésel del período de entreguerras hasta la década de 1950 con tecnología retrofuturista y sensibilidades posmodernas. Acuñado en 2001 por el diseñador de juegos Lewis Pollak para describir su juego de rol Children of the Sun, el término se ha aplicado desde entonces a una variedad de artes visuales, música, películas, ficción e ingeniería. También llamado “Era diésel”, es un periodo marcado, entre otros, por el art déco, los héroes pulp, el jazz, la música swing y los amorales detectives encontrados en la ficción negra. El dieselpunk busca crear algo nuevo, impredecible y diferente del resultado de combinar el espíritu de una era pasada con las modernas tecnologías y la actitud de hoy en día.
Al igual que el subgénero hermano steampunk (este está basado en la máquina de vapor), el dieselpunk forma parte de la corriente retrofuturista, y habitualmente sus tramas se pueden englobar dentro del género de las ucronías y la ficción especulativa, aunque no es extraño asociarlo también al cyberpunk debido a sus tramas de carácter distópico.

## Origen
Podemos considerar que el dieselpunk, así como su nombre, es un derivado del género de ciencia ficción de 1980, cyberpunk. Este término es usado para representar un periodo o era donde la locomoción a gasóleo era la tecnología indiscutible en la cultura occidental. El sufijo “-punk” representa la contracultura de la naturaleza del género, la cual nos recuerda, entre otras cosas, su oposición a la estética actual. El término también puede considerarse un homenaje hacia su subgénero hermano steampunk, otro derivado del cyberpunk, pero esta vez enfocado a la tecnología a vapor y carbón victoriana y a la época y estética en la que esta se desenvuelve.
El término dieselpunk fue acuñado en el 2001 por los diseñadores de juegos Lewis Pollak y Dan Ross para describir el entorno de su juego de rol Children of the Sun. De acuerdo con Pollak, el dieselpunk describe un “lado más oscuro y sucio del steampunk” y debe ser considerado un “continuo entre el steampunk y el cyberpunk”, desde entonces, el término ha madurado hasta describir todo un estilo propio y diferente de arte, música, ficción e incluso arquitectura que se escapa de aquel concebido a principios del siglo XXI.

## Inspiración
Para comprender el dieselpunk se debe conocer antes sus fuentes de inspiración. Este subgénero bebe principalmente de la llamada Era diésel y del impacto cultural, tecnológico y social que deriva de este periodo, siendo la literatura pulp, el cine negro, el expresionismo alemán y el art déco sus más importantes pilares de inspiración.

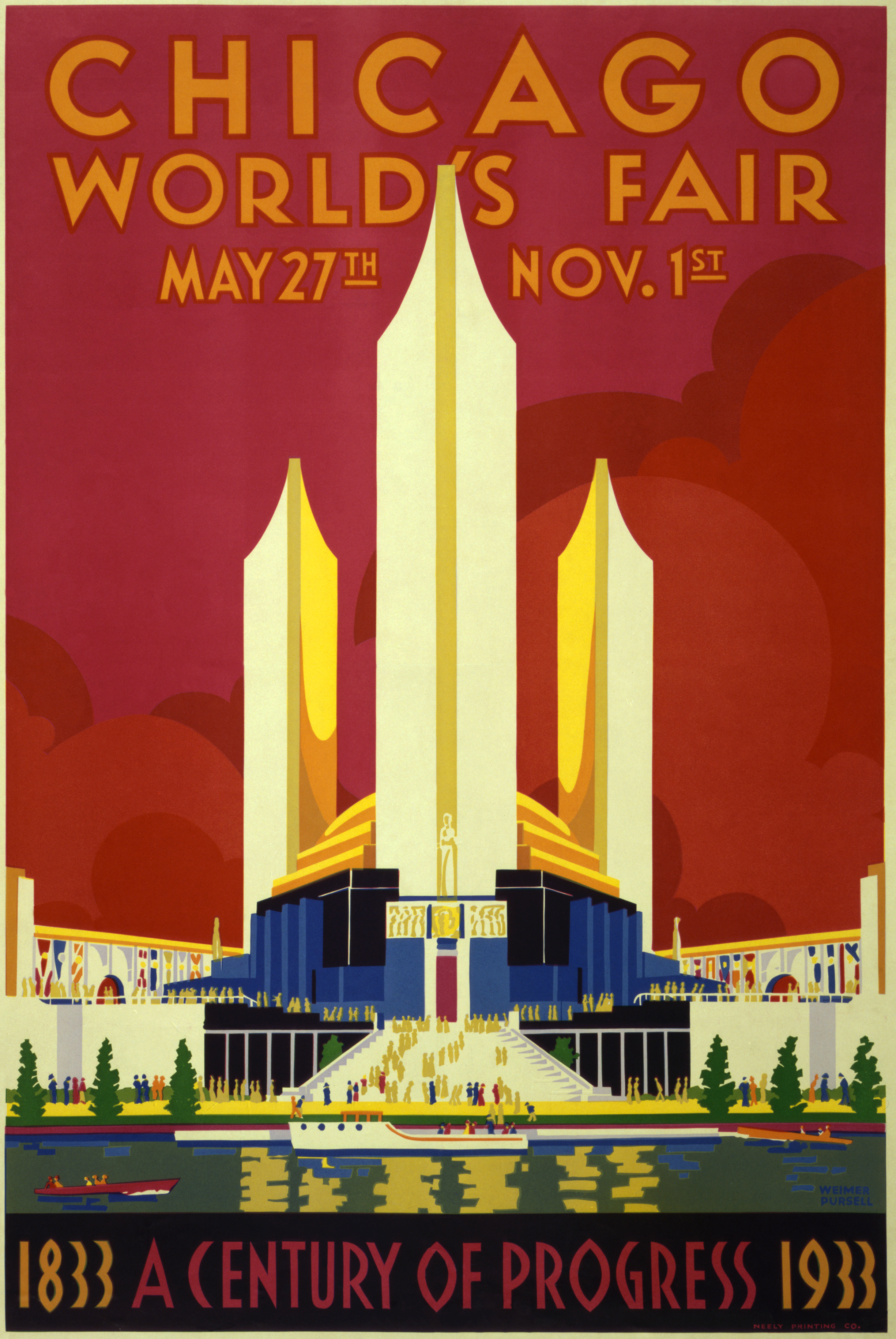
Cartel promocional de la Exposición Universal de Chicago de 1933. La visión positiva y casi utópica hacia la tecnología, es otra característica del dieselpunk.

### La Era diésel
Se considera al término Era diésel al espacio de tiempo que comienza con el periodo de entreguerras, y que por tanto cubre el momento desde el final de la Primera Guerra Mundial y el inicio de la Segunda Guerra Mundial. Este periodo siempre ha sido el punto central y escuela inicial de la corriente dieselpunk. Así mismo, la Segunda Guerra Mundial también posee un papel importante dentro de la ficción de este género.
El final exacto de la Era diésel siempre ha sido un punto discutido en la comunidad dieselpunk. Dependiendo de la fuente, este puede considerarse en el final de la Segunda Guerra Mundial o bien a principios de 1950, donde corrientes musicales como el big band o el swing fueron desplazadas en popularidad a favor del rock and roll, así como la aparición de la edad dorada de la televisión y de los modernos iconos que esta presentaba.

### La ficción pulp

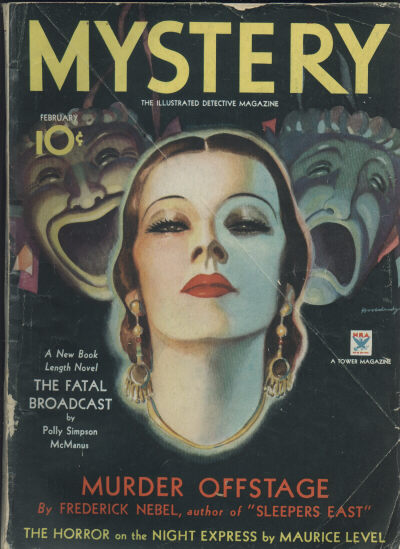
Portada de la revista pulp Mystery (febrero de 1934). La literatura pulp es una de las grandes influencias dentro del subgénero dieselpunk.

Las revistas pulp tuvieron su auge desde 1920 hasta 1950, un periodo, habitualmente atribuido, a la moderna ficción dieselpunk. A menudo, estas revistas, contenían una gran variedad de géneros de ficción, y muchas de las historias de ciencia ficción clásica y novelas negras fueron serializadas en este tipo de revistas. No obstante, el pulp es clásicamente asociado con la ficción de aventuras, siguiendo la línea de Indiana Jones, donde su primera película, Raiders of the Lost Ark, contiene multitud de elementos típicamente asociados a las actuales corrientes dieselpunk, desde el arquetipo de héroe, tan habitual en estos relatos pulp como en el dieselpunk, como una avanzada e imposible tecnología en manos nazis fuertemente influenciada por el esoterismo y el misticismo. Elementos similares aparecen en la primera adaptación cinematográfica de Hellboy por Guillermo del Toro, donde una vez más se les muestra totalmente obsesionados con el poder que puede otorgarles el control de lo oculto.
Las revistas pulp ganaron una gran popularidad durante la Segunda Guerra Mundial al ser relatos baratos del triunfo del bien sobre el mal. Lo mismo era aplicable a los cómics que mostraban a los superhéroes combatiendo a las fuerzas del Eje. Kerry Conran, director de Sky Captain y el mundo del mañana, ha asegurado sentirse influenciado tanto por la ficción pulp como por la edad de oro de los cómics, en esta película.
A pesar de existir grandes similitudes entre el dieselpunk y la ficción pulp, el dieselpunk, a diferencia del segundo, es un subgénero retrofuturista, una visión hacia el pasado, y no un género contemporáneo y futurista como ocurre con el pulp. De la misma forma que el steampunk trasporta las modernas ideas y conceptos de hoy en día a un pasado siglo XIX diferente a nuestra época victoriana, el dieselpunk busca colonizar aquel futuro imaginado, gracias a la agresividad de una tecnología imposible en nuestros días pero habitual en esa diferente era diésel. Ambos géneros, nacidos bajo el amparo del retrofuturismo, se pueden considerar visiones actuales y nostálgicas de un distorsionado pasado, vistas desde nuestra perspectiva, desde el futuro, y no visiones utópicas o distópicas de futuros imaginarios bajo el punto de vista de aquellas personas que vivieron ese preciso momento.
Al igual que el steampunk existe gracias al trabajo de la ficción especulativa de grandes pioneros como Julio Verne, H. G. Wells, Mark Twain y Mary Shelly, el dieselpunk se nutre del darwinismo a las revistas pulp, así como de la inspiración de las modernas y visionarias tecnologías de aquellos años.

### El cine negro

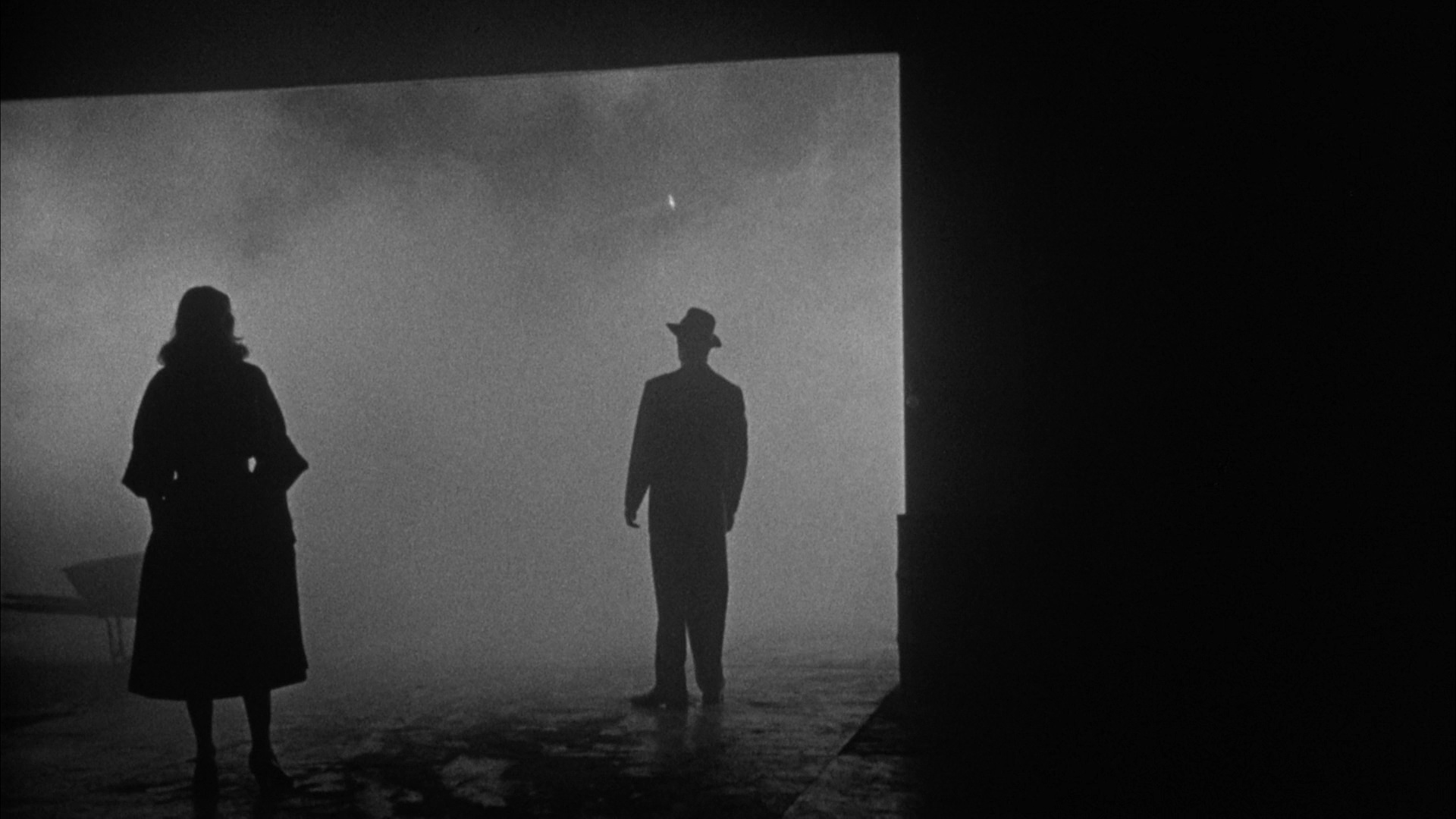
Dos siluetas en la oscuridad, cine negro.

El cine negro ha demostrado ser una fuerte inspiración para el dieselpunk, no así por su oscuro trasfondo o las tramas que este sustenta, sino en términos visuales, que a su vez, beben de la cinematografía expresionista alemana. Muchas de sus temas comunes así como el clásico sentimiento noir derivan de la escuela de novela negra que emergió durante el periodo de entreguerras en la ficción pulp.
Los protagonistas presentados en el cine negro son mostrados como héroes cargados de defectos y normalmente muestran una moral cuestionable a ojos de la audiencia, un concepto que fue trasladado a la novela cyberpunk por Lawrence Person como “seres marginados, solitarios y alienados que viven en los bordes de la sociedad, generalmente, en un futuro distópico.” La ficción dieselpunk, en algunos casos, comparte estas similitudes en sus protagonistas, mostrando antihéroes deslucidos, llenos de problemas y defectos y que habitualmente buscan romper el concepto del héroe pulp tradicional.

### El expresionismo alemán

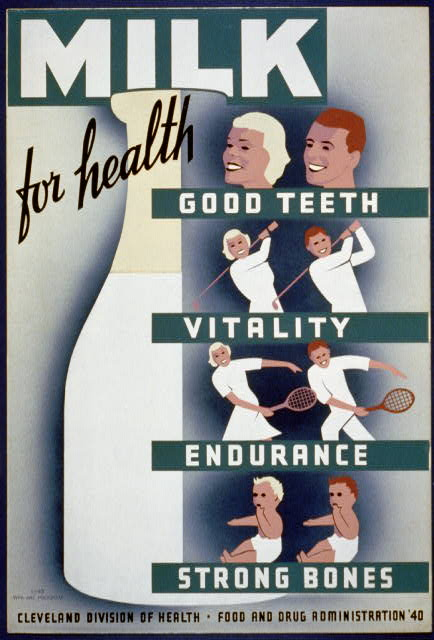
Póster de estética art déco de principios de 1940 que promueve el consumo de leche. El art déco es la gran corriente artística que nutre al Dieselpunk; imaginar al Dieselpunk sin este sería casi imposible.

El expresionismo alemán surgió a principios del siglo XX y fue un movimiento cultural heterogéneo que abarcó numerosos campos visuales, donde más que un estilo con características propias, los expresionistas defendían un arte más personal e intuitivo, donde predominase la visión interior del artista –la “expresión”– frente a la plasmación de la realidad –la “impresión”–.
El director Kerry Conran ha citado que la cinematografía expresionista alemana ha sido una importante influencia para su película. Sin duda, el cineasta alemán Fritz Lang, y la enorme ciudad estado de Metrópolis, sustentada por una gigantesca maquinaria alimentada por incontables litros de petróleo, ha servido como inspiración para la corriente más “sucia” del dieselpunk, rozando casi la distopía de la pérdida del individuo. El director Tim Burton, en Batman Returns, se apoyó en los trabajos del delineante americano Hugh Ferriss, quien proyectó enormes edificios que ensombrecían a la individualidad humana a favor del alzamiento de la percepción tecnocrática, y la cual se considera típicamente un moderno intento de capturar la esencia del expresionismo alemán en pantalla y también uno de los recientes iconos estéticos del dieselpunk. Los angulosos diseños de los edificios y las opresivas plazas de Gotham City evocan la desolación y la angustiosa amenaza presente también en Metrópolis.

### El art déco

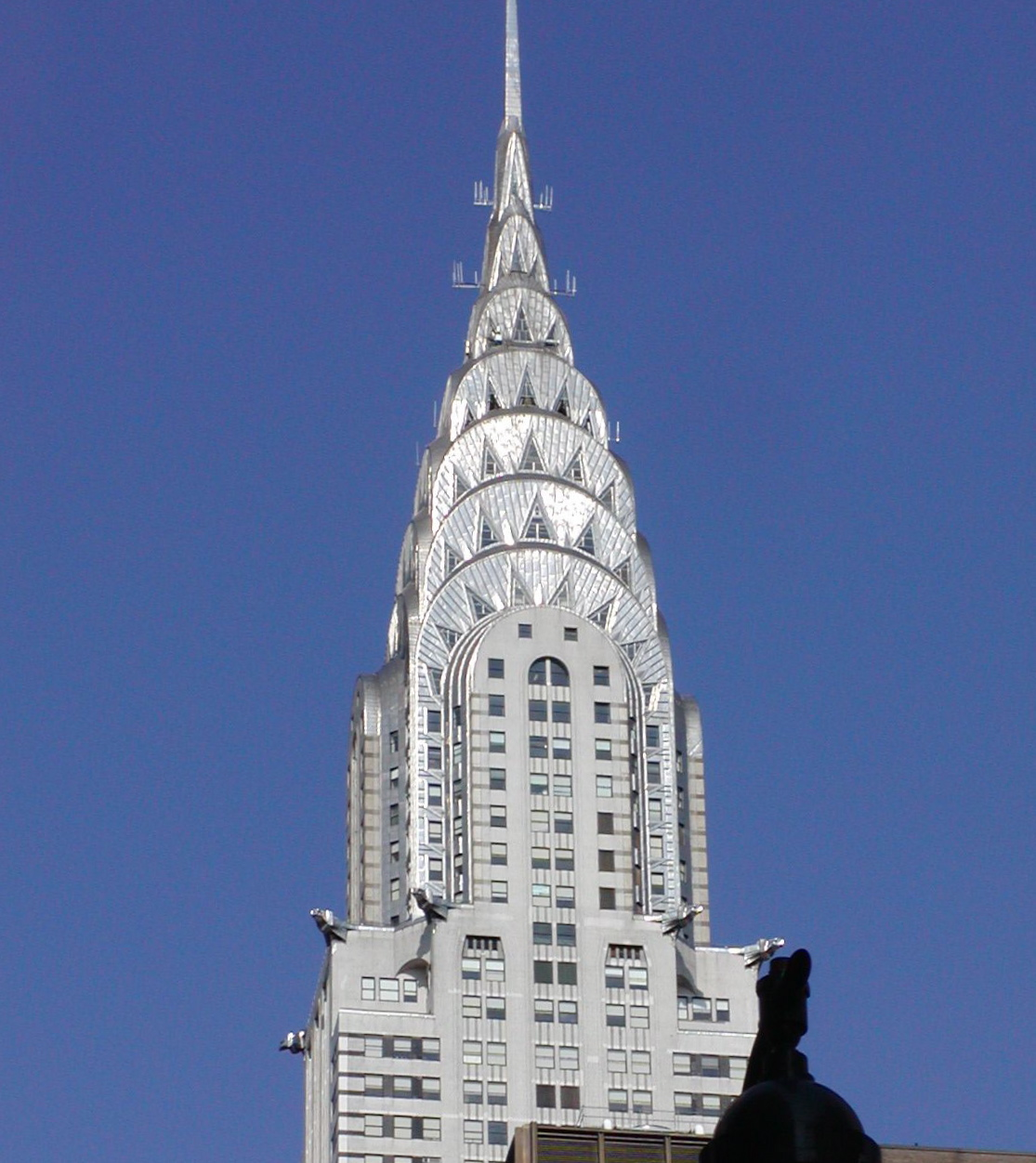
Coronamiento art déco del Edificio Chrysler en Nueva York, construido en 1928-1930.

El art déco fue un estilo ecléctico de diseño que nació sobre la década de 1920 en París y floreció internacionalmente durante 1930 (aunque su influencia se extiende hasta la década de 1950 en algunos países), influenciando a las artes decorativas tales como arquitectura, diseño interior, diseño gráfico e industrial, y también a las artes visuales tales como la moda, pintura, grabado, escultura, y cinematografía.
El art déco es para la estética del diselpunk lo que la ficción pulp lo es para su trama, por lo que sería imposible hablar de este subgénero sin la inspiración dada por este movimiento de diseño, no solo por su estética simétrica única sino por ser el claro reflejo de una época, un momento en la historia donde el progreso, el ordenamiento, lo urbano y la maquinaria se dieron de la mano para ofrecer a la gente una válvula de escape dentro de este estilo opulento y modernista tras la austeridad forzada producto de la Primera Guerra Mundial durante la “Edad del jazz”.
De la misma manera que el steampunk se basa en la estética Victoriana donde abundan materiales como la madera, el bronce y el cuero, el Decó, del cual bebe el diselpunk, se caracteriza también por los materiales que prefiere y utiliza, tales como aluminio, acero inoxidable, laca, madera embutida, piel de tiburón (shagreen), y piel de cebra.

## Dieselpunk como movimiento artístico
Aunque el término “dieselpunk” no fue acuñado hasta entrado 2001, una gran cantidad de material artístico, que hoy en día puede incluirse dentro de este género, fue creado muchísimo antes. Estas obras de arte creadas bajo el ahora nombrado estilo dieselpunk están fuertemente influidas por aquellos movimientos artísticos más relevantes en la cultura occidental durante la era diésel, como por ejemplo:
- En las artes - art déco, Bauhaus, Constructivismo, Cubismo, Dadaísmo, De Stijl, Expresionismo abstracto, Futurismo y Surrealismo.
- En la literatura - Modernismo, Novela negra, Pulp y Simbolismo.
- En la música - Big Band, Bluegrass, Blues, Cabaret, Jazz, Neoswing, Ragtime y Swing.
- En el cine - Cine negro y Cine expresionista alemán.

## Categorías dentro de la ficción dieselpunk

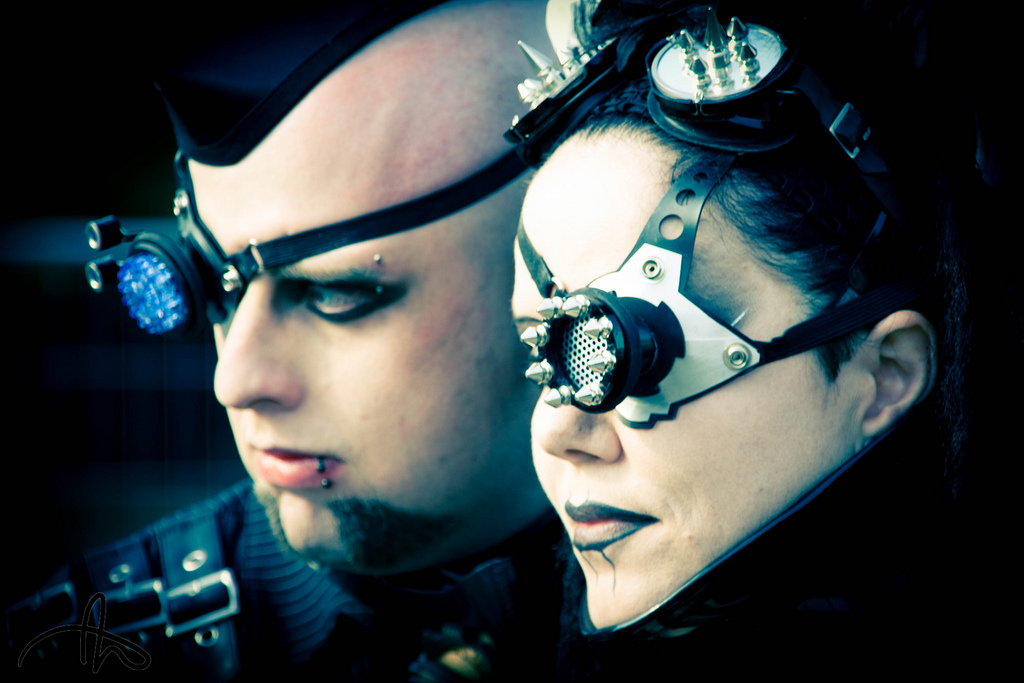
Estética Dieselpunk con toques góticos.

Como ocurre con otros retrofuturismos, el dieselpunk puede ser encuadrado en infinitas escenas, siempre respetando su esencia original y las influencias que dibujan a este subgénero.
Un rasgo, el cual fue inicialmente identificado en la revista electrónica The Flying Fortress, es que la división de temas del subgénero dieselpunk es habitualmente atribuida al inicio de la Segunda Guerra Mundial.
Distinguiendo borrosamente al dieselpunk se puede dividir en:

### Dieselpunk retrofuturista utópico
La primera divergencia, coloquialmente conocida como decopunk, o como ottensiana en el mundo anglosajón, a raíz de Nick Ottens, se centra en un escenario donde la decadente estética y las filosofías utópicas de los felices años veinte continuaron evolucionando sin la sombra de una futura guerra mundial o un inminente colapso económico.
La ficción dieselpunk utópica se nutre de una visión extremadamente positiva hacia la tecnología, donde los ideales utópicos predichos por la Exposición Universal de la época finalmente fueron posibles. Como resultado, esta divergencia incorpora un fuerte entusiasmo por las predicciones sobre el futuro y habitualmente se nutre de muchos de los elementos que forman al retrofuturismo dieselpunk.
La película Sky Captain y el mundo del mañana (2004), cuyo su argumento gira en torno al ataque por parte de enormes robots voladores a la ciudad de Nueva York y la búsqueda de un piloto de dudosa moral y una entrometida reportera de grandes mentes científicas desaparecidas, representa fielmente dieselpunk utópico.

### Dieselpunk retrofuturista distópico

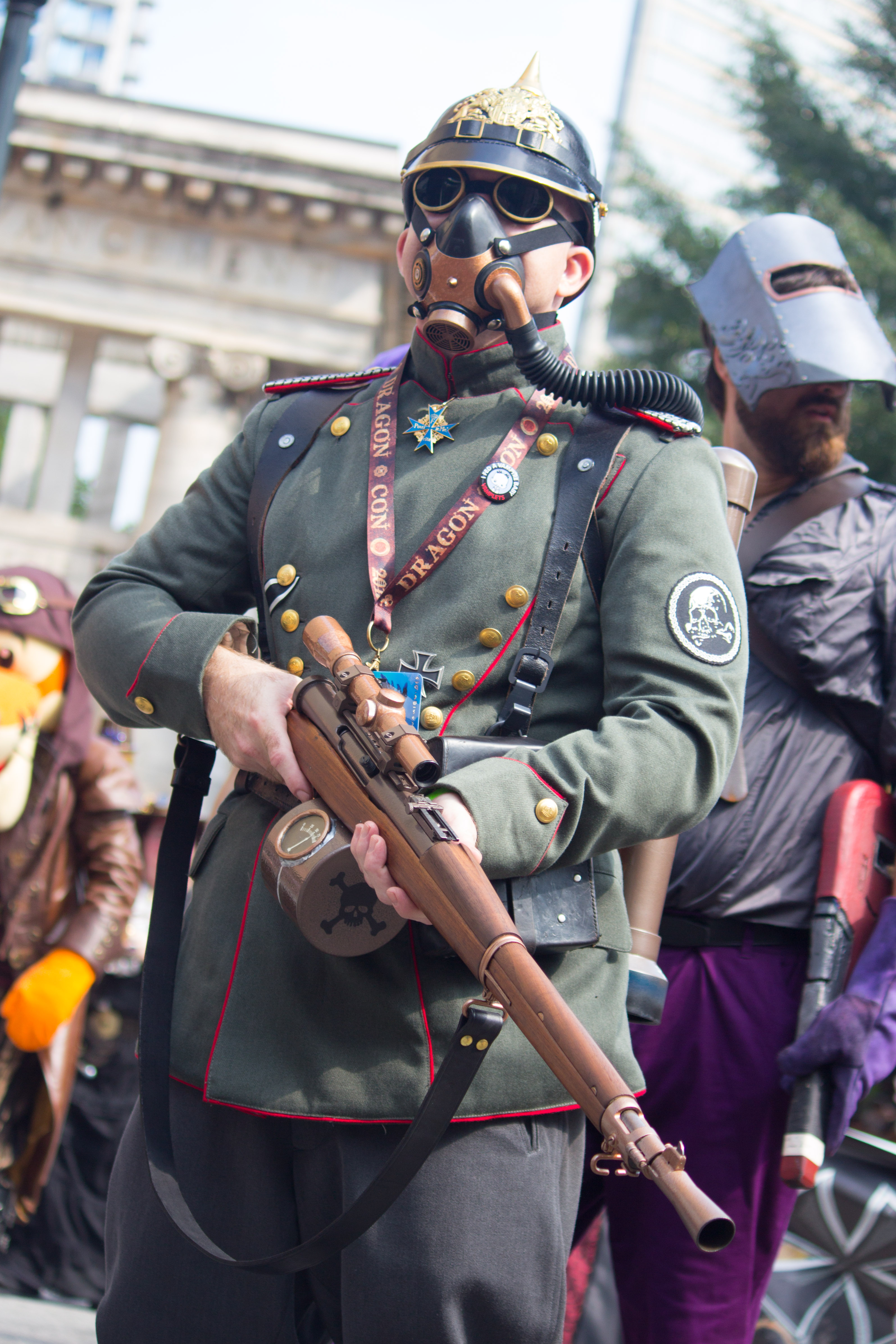
Disfraz de soldado con estética Dieselpunk.

En esta ocasión el escenario es un mundo sumido en la Segunda Guerra Mundial, donde grandes potencias totalitarias se mantienen en una constante guerra fría y especula sobre como la cultura humana, teóricamente, acaba cesando en su evolución social y cultural tras el constante choque de guerras. Una clara reminiscencia a la novela distópica 1984 publicada por George Orwell en 1949.
Esta divergencia distópica en el dieselpunk, llamada coloquialmente piecraftiana en el mundo anglosajón y bautizada por “Piecraft”, siempre perdura la estética de la era diésel hasta describirnos un mundo futuro donde la supervivencia, basada siempre en las pasadas tecnologías a gasóleo, está por encima de la evolución estética.

### Dieselpunk noir
Similar en esencia y escenario a la vertiente utópica pero mucho más oscuro y depresivo, el dieselpunk noir ofrece un angustioso ambiente opresivo, donde la corrupción y el crimen son una plaga en esta oscura sociedad habitualmente anclada durante los años de la ley seca y al borde de la Gran Depresión.
El dieselpunk noir es propenso a jugar con elementos prestados como la magia negra en sus argumentos, presentándola siempre de una manera exótica y en manos de oscuras y viejas religiones olvidadas o con la presencia de olvidados dioses primigenios. Un ejemplo lo encontramos en la obra colombiana “Miskatonic Grancolombia 1938”, del caleño Andrés Gómez Ordóñez, donde se entremezclan elementos lovecraftianos con seres feéricos –hadas, faunos, duendes, etc–, con máquinas poderosas y armas de energía.

### Dieselpunk Weird War

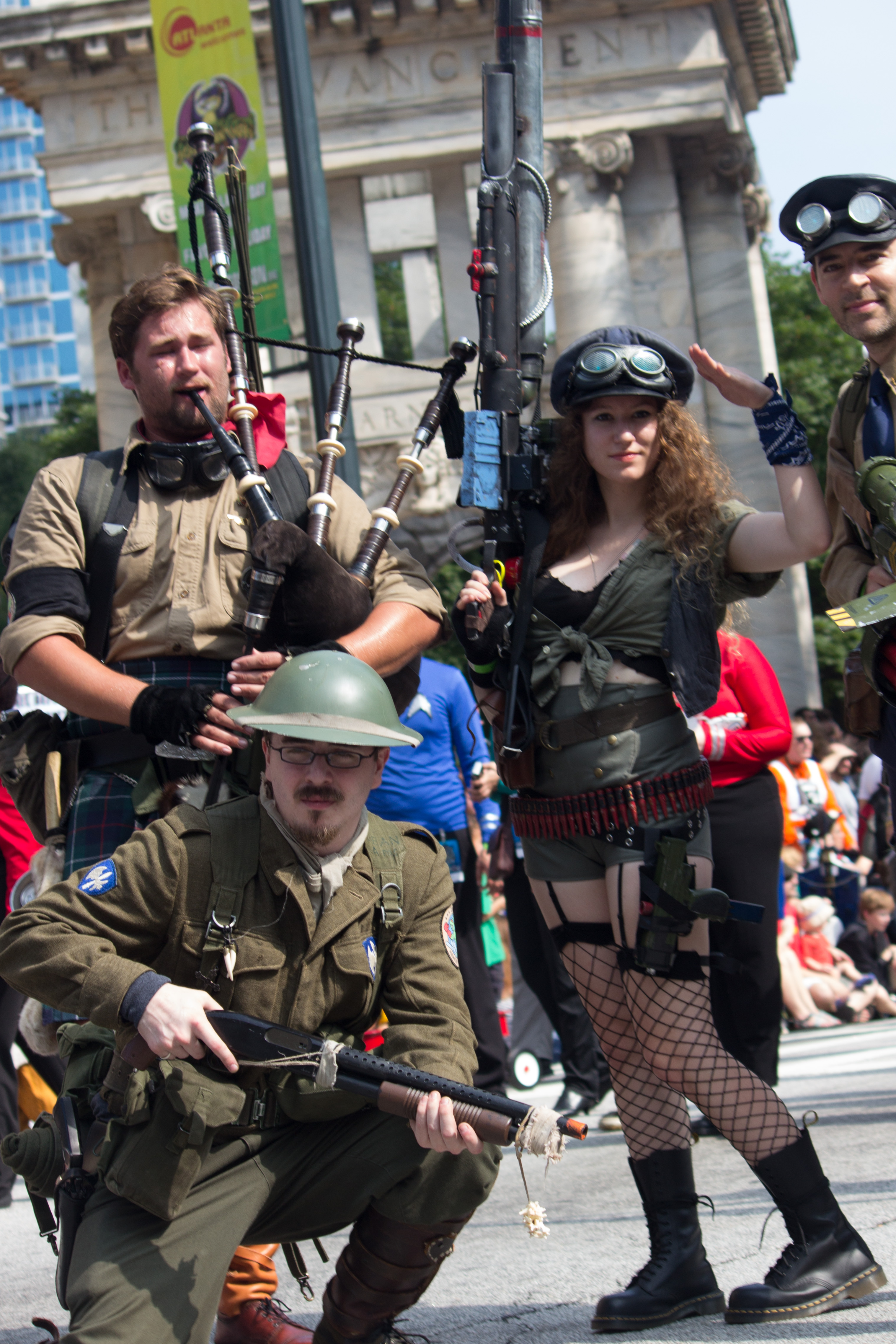
Disfraces de soldados con estética Dieselpunk

En este caso, el retrofuturismo es olvidado en su mayor parte para presentar una temática completamente ajena al imaginario de la época y lleno de elementos extraños.
La Segunda Guerra Mundial se convierte en el escenario de armas imposibles, tecnología oculta y ciencias oscuras y peligrosas, armas temibles que no dudan usar ninguno de los bandos para hacerse con la victoria en esta anacronicamente diferente guerra mundial.

## Subgéneros derivados del dieselpunk
De la misma forma que el diselpunk se puede considerar un subgénero derivado del cyberpunk, otros géneros retrofuturistas han nacido bajo la sombra del diselpunk, basados en las versiones que se tenían del futuro en otros tiempos o incluso extrapolando o exagerando la tecnología encontrada en estos momentos históricos.

### Teslapunk
Este subgénero, el cual su nombre deriva del científico e inventor Nikola Tesla, se nutre de la narrativa y del estilo visual de los siglos XVIII, XIX y principios del XX, en especial, de aquellos inventos donde la electricidad tiene un papel fundamental. Normalmente este subgénero se imagina una historia alternativa donde una económica, limpia y fácilmente trasportable energía eléctrica ha desplazado al resto de otras fuentes de energía, y a aquellas máquinas de vapor o combustión que funcionaban gracias a ellas, y que nunca ha sido remplazada por otra nueva, como puede ser el petróleo o la energía atómica. En algunos relatos, la tecnología para la adquisición de esta energía gratuita ha sido largamente olvidada por la sociedad, tan solo para ser celosamente ocultada por el gobierno u otra oscura organización que utiliza esta tecnología con fines de control de masas.
La película The Prestige, cuya trama nos sumerge en la lucha entre dos ilusionistas rivales por alcanzar el truco más impresionante, contiene algunos elementos de este subgénero.
Dentro del mundo del cómic es fácil reconocer al título Captain Swing and the electrical pirates of Cindery Island dentro de este subgénero, obra escrita por Warren Ellis bajo los lápices de Raúlo Cáceres, y que según declaró el autor, se encuentra mucho más cerca del teslapunk que de las corrientes steampunk.

### Atompunk
Similar en parte al dieselpunk incluso solapándose con este, este subgénero nos sumerge en el periodo comprendido entre los años 1945-1965, donde se incluye tanto la Era atómica, que da nombre a este subgénero, como la Era espacial y la paranoia presente en Estados Unidos por la intangible presencia comunista. Elementos como el cine underground estadounidense, la siempre presente amenaza atómica, la arquitectura Googie, los primeros programas aeroespaciales, el desastre de Chernobil y la ficción superheroica se mezclan para crear este subgénero.
La película de El gigante de hierro (1999), donde un enorme robot venido del espacio es perseguido por un paranoico ejército estadounidense en plena guerra fría, es un ejemplo en la gran pantalla de este subgénero.
La saga de videojuegos Fallout, la cual se desenvuelve en unos Estados Unidos, devastados por la guerra nuclear, y eternamente anclados en la estética de 1950, es otro ejemplo de atompunk.

## Obras dentro del subgénero dieselpunk
Dada la amplia plasticidad de este subgénero, así como su reconocida estética y su romántica trama, no es difícil encontrar obras de estética dieselpunk repartidas dentro de las artes más visuales. Así mismo, esta plasticidad proporcionada por sus influencias, juega en contra del subgénero, habitualmente, arrebatándole obras y trabajos a favor de géneros mucho más asentados.

### Dieselpunk en el cine
En lo que el cine se refiere, la estética dieselpunk combina los arquetipos y escenarios que podemos encontrar en la ficción de la llamada era diesel, como pueden ser el cine negro, el pulp, las heroicas historias de guerra o las de aventuras clásicas, con modernas técnicas de cinematografía y narración, concibiendo una estética única que explotar dentro del panorama que nos ofrece el cine actual.
El característico estilo dieselpunk se puede apreciar en películas como The Rocketeer (1991), Dark City (1998), Sky Captain y el mundo del mañana (2004), considerada por muchos como la abanderada de este subgénero, o Iron Sky (2012). Se podría incluir La Liga extraordinaria (2003) cómo otro de sus ejemplos en el cine. Todas estas películas son marcados ejemplos de las diferentes vertientes narrativas del dieselpunk.
Así mismo existen una serie de películas que beben en gran medida de este subgénero como pueden ser la saga de Indiana Jones y Hellboy (2004), de claro carácter pulp, o las películas Capitán América: el primer vengador (2011) y Sucker Punch (2011) que lo hacen por su corriente bélica, mencionando tan solo estas, a modo de ejemplos, de una extensa lista de películas influenciadas por este subgénero.
Algunas películas, a pesar de no ser claramente englobadas dentro de este subgénero, como El gigante de hierro (1999), sí que guardan grandes similitudes con el marcado estilo del dieselpunk.
Las dos primeras películas de la saga Batman de Tim Burton, Brazil (1985), The Hudsucker Proxy (1994), Una serie de catastróficas desdichas de Lemony Snicket (2004), Los Increíbles o El gran hotel Budapest son muestras de películas atemporales y anacrónicas que comparten esta particular estética.

### Dieselpunk en la historieta
Debido a la maleabilidad del cómic, es difícil encontrar obras puristas a la corriente dieselpunk debido a que tanto guionistas como ilustradores tienden a compartir su idea personal sobre este género, enriqueciéndolo con cada nueva aportación, pero a la vez difuminando los pilares que constituyen al dieselpunk.
A modo de ilustración del subgénero dentro del cómic, se encuentra Atomic Robo, el cual relata las aventuras, siguiendo una línea pulp, de un autómata inteligente creado en manos de Nikola Tesla en 1923, e Ignition City, un título entre el atompunk y el dieselpunk que se basa en la premisa de un 1956 alternativo donde la Segunda Guerra Mundial fue detenida por una invasión marciana y como resultado los viajes aeroespaciales son comunes en esta época.
Separándose de su corriente estadounidense, la serie de Las Ciudades oscuras, creada por el dibujante belga François Schuiten y el guionista francés Benoît Peeters, nos sumerge en un entorno dieselpunk totalmente propio y original, donde imposibles arquitecturas, inverosímiles creaciones tecnológicas y curiosos problemas sociales se dan de la mano para ofrecer al lector una nueva perspectiva atemporal. A pesar de que no toda la serie puede ser considera de temática dieselpunk, títulos como La fiebre de Urbicanda o Brüsel están fuertemente influenciados por la arquitectura art déco y otros elementos que inspiran a este género.

### Dieselpunk en la literatura
Noches de luz roja, es un relato corto que presenta una megalópolis distópica, especialmente en lo que a su población se refiere y aparece en Ácronos, Antología Steampunk de la editorial Tyrannosaurus Books (Barcelona, España) publicado en 2013 y escrito, aparentemente bajo seudónimo, por Paulo César Ramírez.
Ailuropólis, es un relato del escritor mexicano Paulo César Ramírez, protagonizado por gatos en un ambiente dieselpunk  el cual fue publicado en 2016 Ácronos, Antología Steampunk IV, Tyrannosaurus Books (Barcelona, España) y republicado en la revista Tentacle Pulp n°23 (Palma de Mallorca, España) en 2021

### Dieselpunk en la música

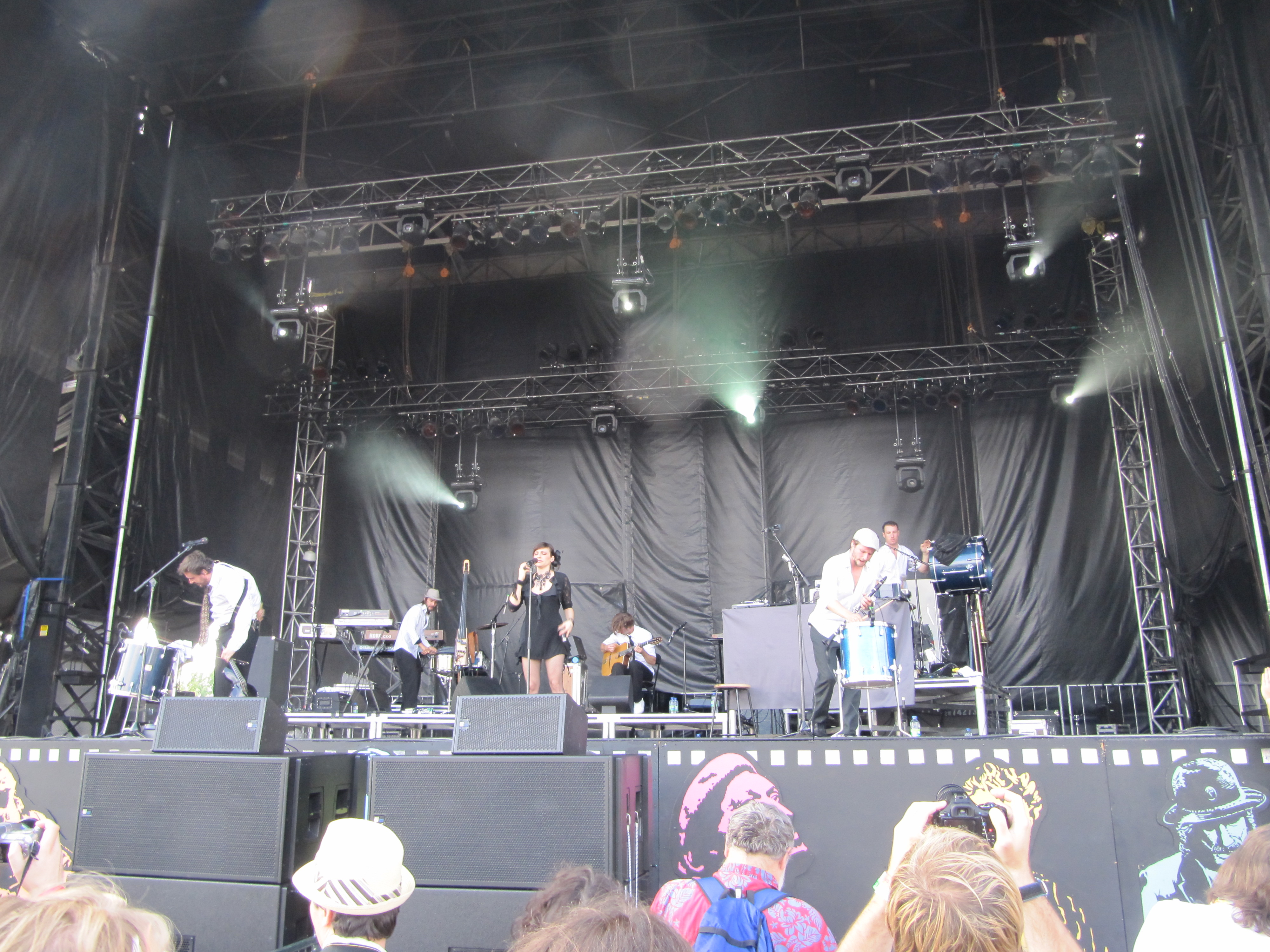
Caravan Palace, actuando durante el Ottawa Bluesfest en Ontario, Canadá.

A diferencia de la anarquía de géneros que existe en la llamada música steampunk, el dieselpunk ve al electro swing como el sonido más acorde al movimiento al fusionar el estilo swing con técnicas contemporáneas como el house, el hip hop y la música electrónica.
Artistas contemporáneos de este género incorporan melodías y samples de viejas canciones swing, jazz y Big Band para crear un sonido nuevo y más accesible al público actual.
En el 2009 se creó la primera colección de álbumes que definieron al género. Los más notables, “Electro Swing”, del artista francés Wagram, y "White Mink: Black Cotton (Electro Swing versus Speakeasy Jazz)", de Freshly Squeezed Music en Inglaterra. Estos fueron descritos por la revista musical Mixmag como “El electro swing es la referencia del momento”. En noviembre de ese mismo año se inauguró el primer club electro Swing en Londres.
En 2011 aparece el Primer Podcast Dieselpunk, llamado "Radio MetronomiK" una co-producción México-España a cargo de N. Inmunsapá (seudónimo del mexicano Paulo César Ramírez) y Jacques Lovesteel (seudónimo del español Darío Gímenez). 
2011 fue la fecha elegida para la creación del primer festival electro swing, un evento que fue acogido en The Queen Of Hoxton en Londres.
Conocidos artistas se han interesado por este nuevo género musical incluso creando sus propios álbumes. Entre ellos se encuentran Parov Stelar, Caravan Palace, Swing Republic, G-Swing, Waldeck, Bart And Baker y Swingrowers.

### Dieselpunk en los videojuegos
Los títulos dieselpunk se han ido abriendo hueco en este mercado durante los últimos años, gracias en gran parte al éxito cosechado por el máximo exponente dentro de este género, BioShock (2007), donde su trama principal gira en torno a la distópica ciudad submarina de Rapture, de estética art déco y construida bajo una tecnología claramente marcada por el retrofuturismo de la era diésel.
Especial mención se debe al juego Crimson Skies (2000), de temática y estética retrofuturista totalmente marcada y posiblemente uno de los padres, dentro del mundo de los videojuegos, de la corriente dieselpunk. Crimson Skies nos ofrece un alternativo año 1937 donde la aviación se ha convertido en el principal modo de transporte en unos Estados Unidos fragmentados tras la ley seca.
Abrazando por completo la estética del dieselpunk nos encontramos el juego Greed Corp (2010) asentado en un decadente mundo colapsado por la industria y donde cuatro facciones pelean por los escasos recursos que aún perduran. También tenemos a Gatling Gears (2011), que comparte escenario con Greed Corp y Skullgirls (2012), un juego de lucha en 2 dimensiones coloreado con los recursos de este retrofuturismo. Sine Mora (2012) nos sumerge en una historia de supervivencia contrarreloj para frenar los genocidas planes de un peligroso maniaco.
Los puntos de divergencia dentro de la Segunda Guerra Mundial también han sido explotados dentro de esta industria ofreciéndonos títulos como Return to Castle Wolfenstein (2001), donde elementos sobrenaturales van ligados a la tecnología irreal creada por la mano del Eje. Tanto Turning Point: Fall of Liberty (2008) como Command & Conquer: Red Alert (1997) también exploran la Segunda Guerra Mundial como escenario creíble para la trama de sus juegos.
La saga Metal Slug como el videojuego Steel Batallion: Heavy Armour (2012), Resistance (2006) también pueden considerarse títulos que beben del subgénero dieselpunk en especial, de la épica bélica y la tecnología irreal encontrada en los relatos pulp, escapando del encorsetamiento de la historia real.
Guns of Icarus Online (2012), un videojuego multijugador de disparos en primera persona que se centra en el combate aéreo, es otro ejemplo de la integración de la estética steampunk en los videojuegos.